# Fill oient de pares sords

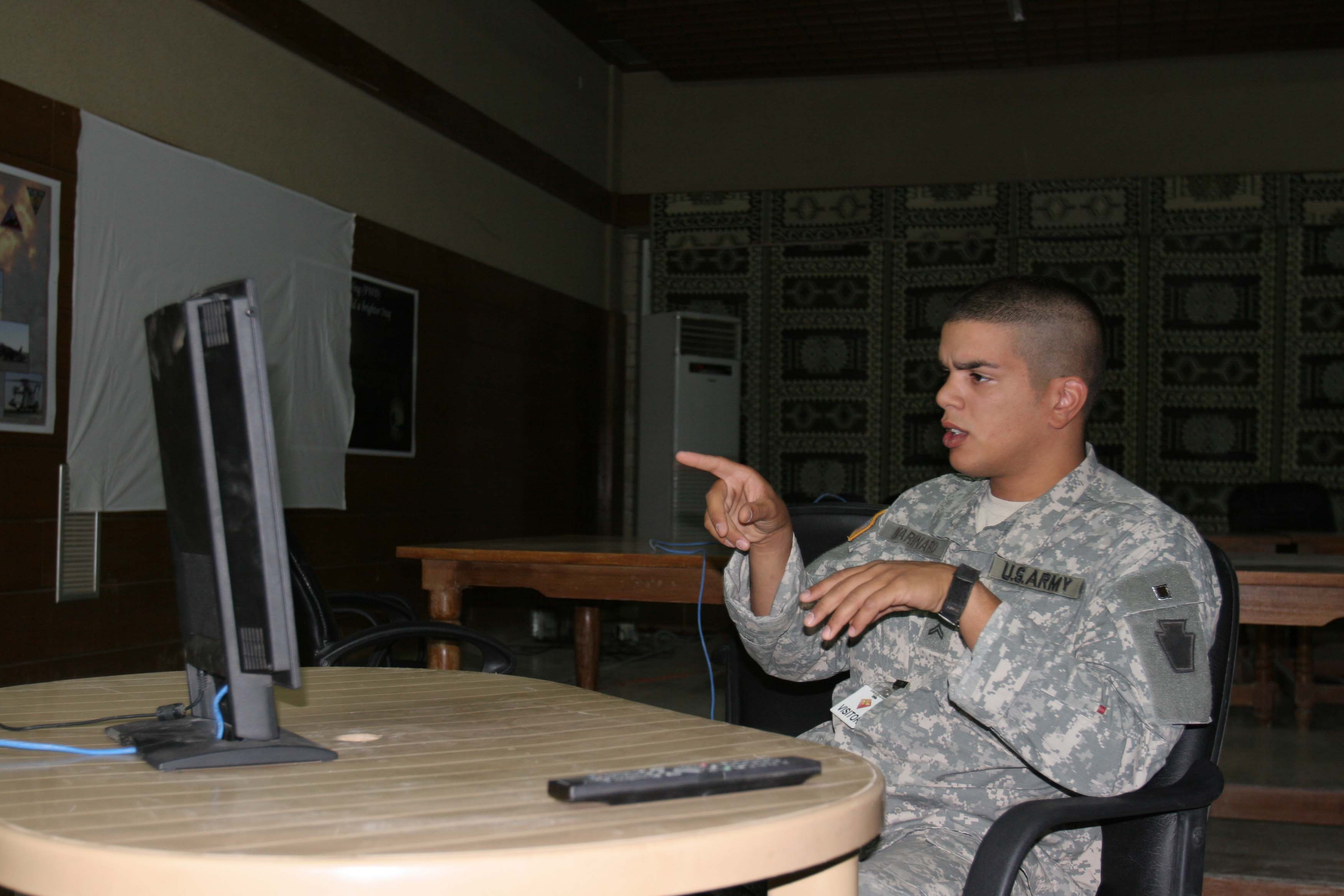
Un CODA (fill de pares sords) comunicant-se amb els pares a través de la tecnologia del vídeo

Un fill oient de pares sords (FOPS), conegut habitualment per l'acrònim CODA (de Child of deaf adult), és una persona criada per una o més persones sordes, que pertany a la cultura sorda per la freqüència de la seva pràctica de la llengua de signes i la seva participació en la vida social de la comunitat sorda. Molts CODAs són bilingües, aprenent tant una llengua parlada i el seu equivalent en llengua de signes i biculturals, perquè comparteixen la cultura dels sords i l'oïda.